# Lindinis

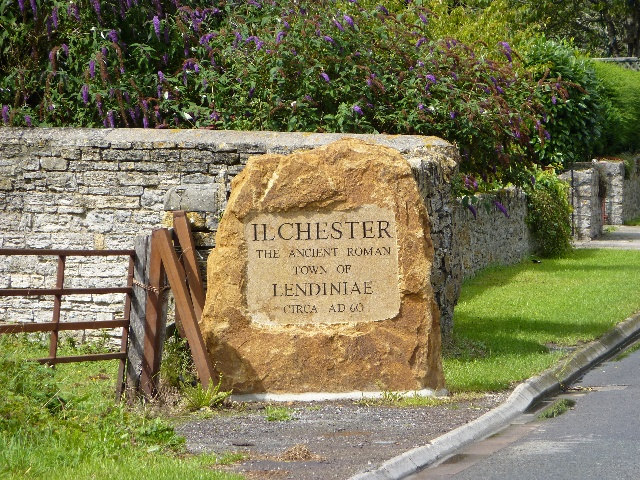
Moderní připomínka římského původu města Ilchester

Lindinis nebo Lendiniae se jmenovalo městečko v římské provincii Británie. V moderní době jeho název zní Ilchester a leží ve Spojeném království, v tradičním hrabství Somerset na jihozápadě Anglie.

## Jméno
Jméno "Lindinis" se objevilo v 7. století v historickém dokumentu Ravenna Cosmography. Alternativní název *Lendiniae vychází ze dvou nápisů na stavebních kamenech z Hadriánova valu, které se vztahují k oddílu Lendinienses z keltského kmene Durotrigů (Civitas Durotragum Lendiniensis).
Z těchto nápisů se vyvozuje, že Lindinis bylo jedním ze dvou hlavních měst tohoto kmene (vedle Dorchesteru, Durnovaria). Lindinis pravděpodobně představuje latinskou verzi názvu složeného z dvou keltských slov "bažinaté jezero".

## Dějiny

### Pravěk
V době železné v oblasti Lindinidy ležely dvě velké pevnosti na kopcích. Jde o hradiště Ham Hill a Cadbury Castle (s pozdější římskou osadou poblíž jeho jižní strany).

### Doba římská

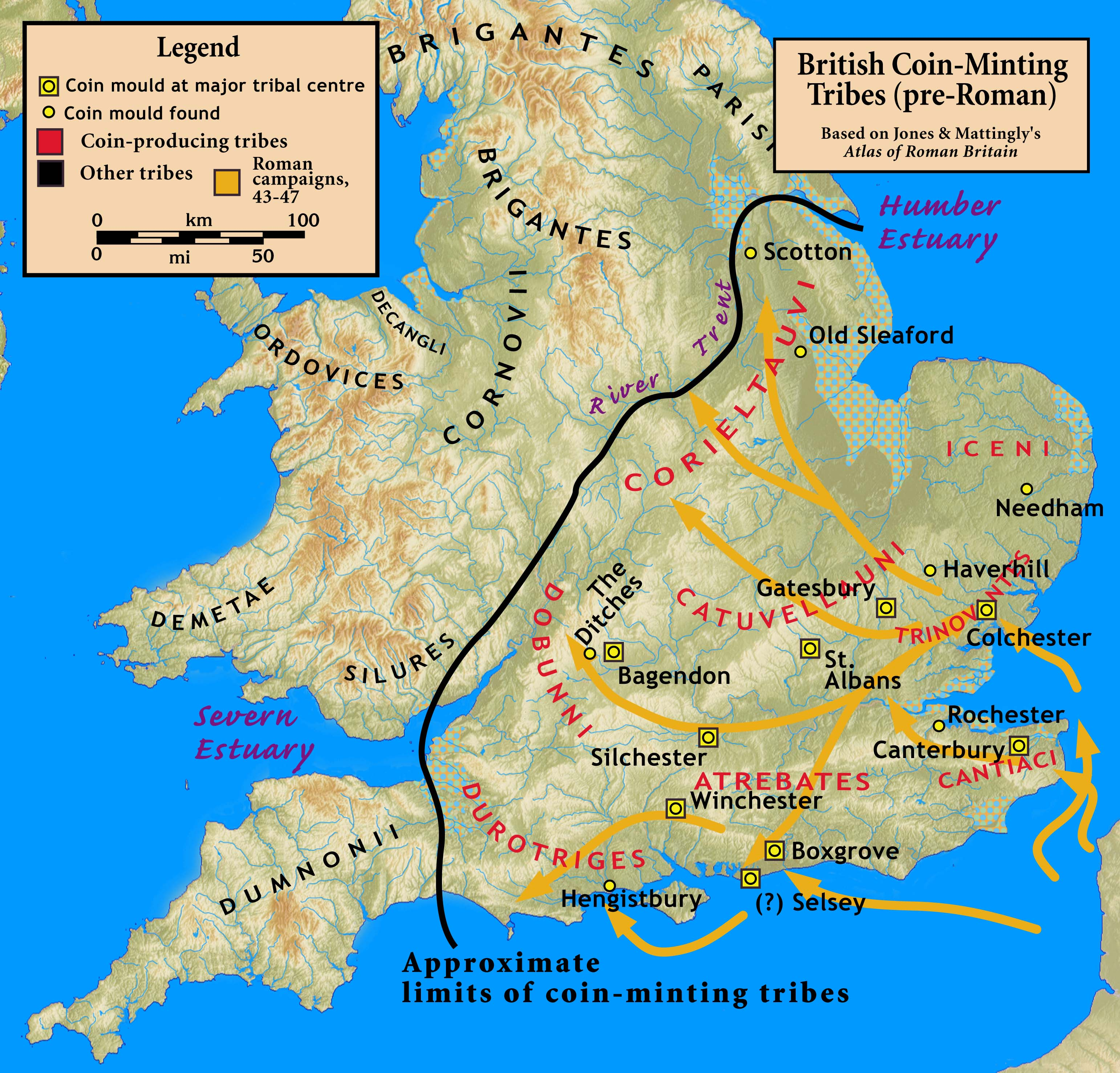
Mapa s územím Durotrigů (na jihu) a římskou invazí v 1. polovině 1. století našeho letopočtu

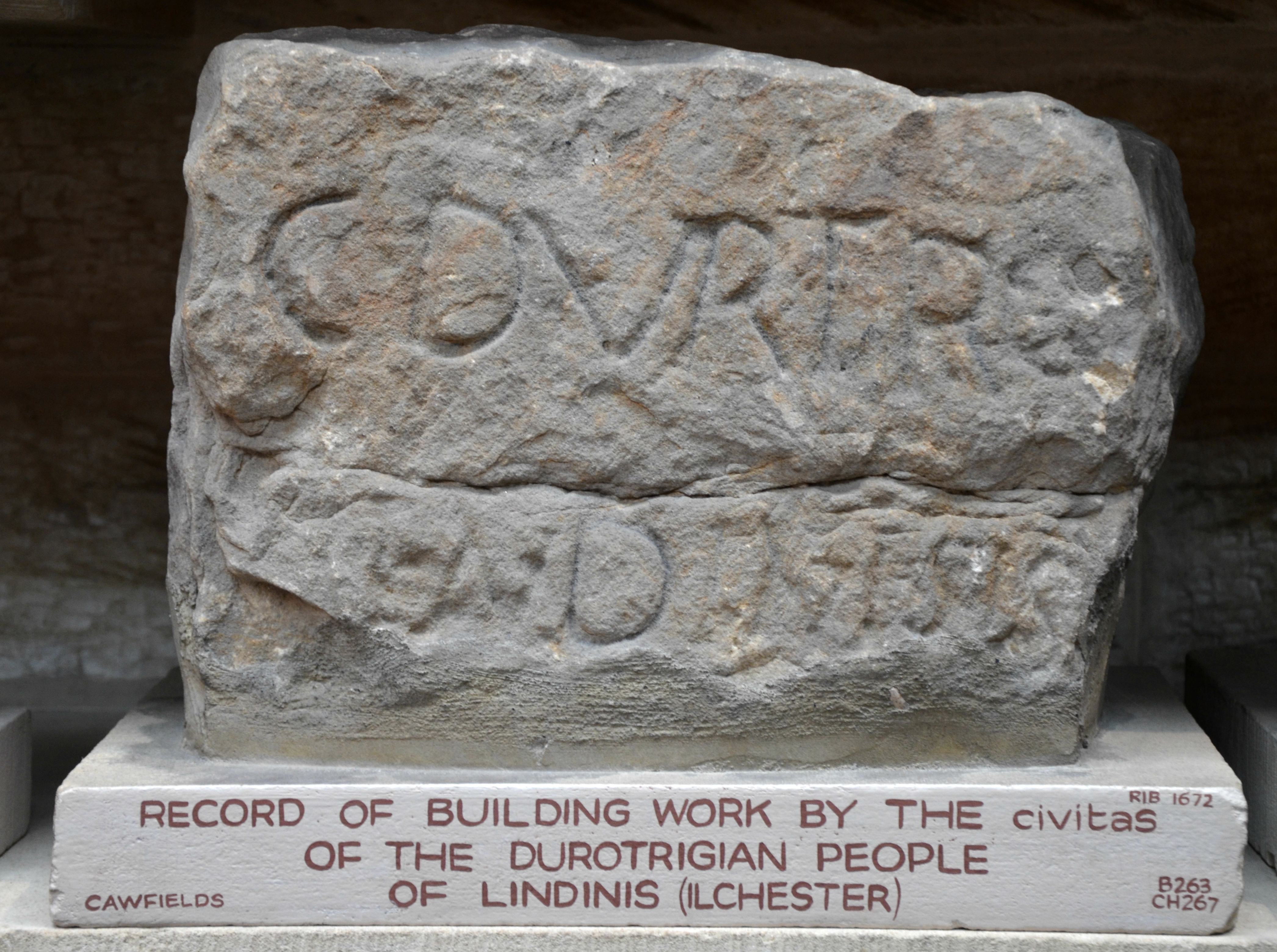
Latinský nápis o stavbě města Durotrigů, exponát v muzeu Chesters Roman Fort

Římané v Lindinidě postavili první pevnost okolo roku 60 našeho letopočtu a později ji zřejmě doplnili o další. Romanizaci dobytého území urychlovalo nejen budování pevností, ale také širokých cest, které sloužily k rychlým přesunům vojska a jeho zásobování. Silnice vedly z vojenských táborů do pevností, později do měst.

#### Fosse Way
Fosse Way jako jedna z významných římských cest spojovala město Isca Dumnoniorum (nyní Exeter) na jihozápadě Anglie s Lindum Colonia (Lincoln) v hrabství Lincolnshire přes města Lindinis (Ilchester), Aquae Sulis (Bath), Corinium (Cirencester) a Ratae Corieltauvorum (Leicester).
Slovo Fosse vychází z latinského fossa neboli příkop. Je možné, že na místě silnice se původně táhl obranný příkop, který později zavezli, nebo příkop s touto funkcí vedl přinejmenším podél části této cesty.
Fosse Way je pozoruhodná zejména přímostí, s jakou směřuje k cíli: na 293 kilometrech z Lincolnu do Ilchesteru se od přímky nikdy neodchyluje o víc než 10 km.
Za městem Lindinis míjí Fosse Way opevněný kopec s hradištěm Ham Hill, postaveným v době železné; po porážce Durotrigů v Dorsetu ho obsadila Druhá legie.

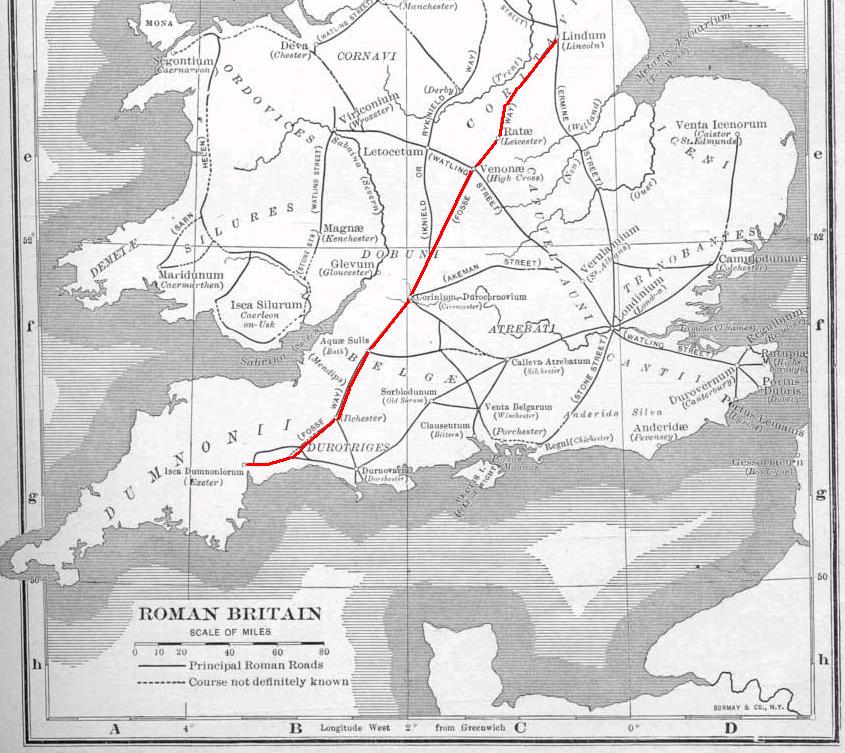
Fosse Way

Pevnost ve městě Lindinis chránila silnici v místě přechodu přes řeku Yeo. Původně kolem ní stály keltské kruhové chýše, ty pak vystřídala živelně rostoucí osada (vicus) o ploše 120 000 metrů čtverečních. V druhé polovině 1. století se zde začala stavět síť kolmých ulic s dřevěnými domy a dílnami. Našly se důkazy o zpracovávání železa, skla a kostí, o hrnčířství i obdělávání půdy přímo ve městě. V druhé polovině 2. století bylo obklopeno příkopem a obranným valem s branami z kamene.
V polovině 4. století byly postaveny hradby. Kromě města Lindinis měla na území kmene Durotrigů kamenné hradby už jen Durnovaria. V té době již v Lindinidě žil značný počet obyvatel dostatečně bohatých, aby si mohli dovolit přepychové domy s kvalitními římskými mozaikami; těch bylo totiž objeveno víc než třicet.

### Středověk
Když se Římané z Británie kolem roku 410 stáhli, do této oblasti se dál dovážely hrnčířské výrobky, což svědčí o tom, že byla v následujícím století obydlena, i když místní elita se pravděpodobně přestěhovala do blízké pevnosti na kopci South Cadbury.